# 951 غاسبرا
951 غاسبرا كويكب - من النوع إس ذات المدارات القريبة جدا من الحافة الداخلية للحزام الكويكبات. كان غاسبرا أول كويكب تقترب منة مركبة فضائية عندما زارته المركبة الفضائية غاليليو وهي في طريقها إلى المشتري في 29 تشرين الأول / أكتوبر 1991.

## خصائص
سطح غاسبرا مغطى بالعديد من الحفر الصغيرة، ولة نصف دزينة من المساحات المسطحة الكبيرة والمجوفة . إحدى من هذه المناطق المسطحة تسمى (دن ريجيو) وهي منطقة مساحتها 5 × 7 كيلومترات. ومن غير المؤكد ما إذا كانت نتيجة فوهة صدمية أو تشكلت بدلا من ذلك عندما أنفصل غاسبر عن الكويكب الأم.
يبدو أن غاسبرا غني بالزبرجد الزيتوني إلى حد كبير بالمقارنة مع كويكبات النوع إس الأخرى (يبدو أن السطح يحتوي على الزبرجد الزيتوني والبيروكسين في نسب 4:1 إلى 7:1 )).